# Roman Gregory

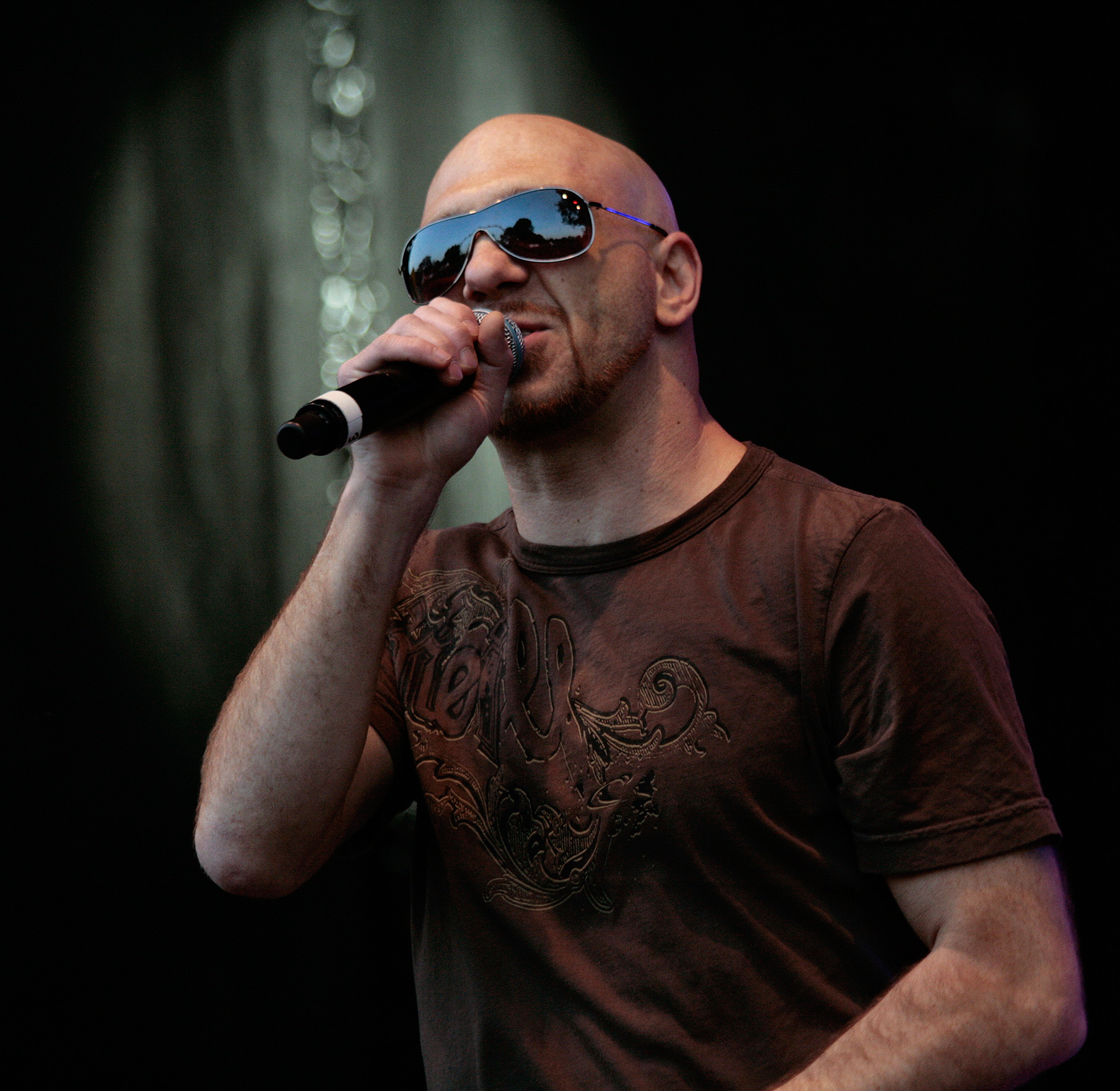
Roman Gregory (Wien 2009)

Roman Gregory (* 2. März 1971 in Wien) ist ein österreichischer Musiker, Comedian und Moderator.

## Leben

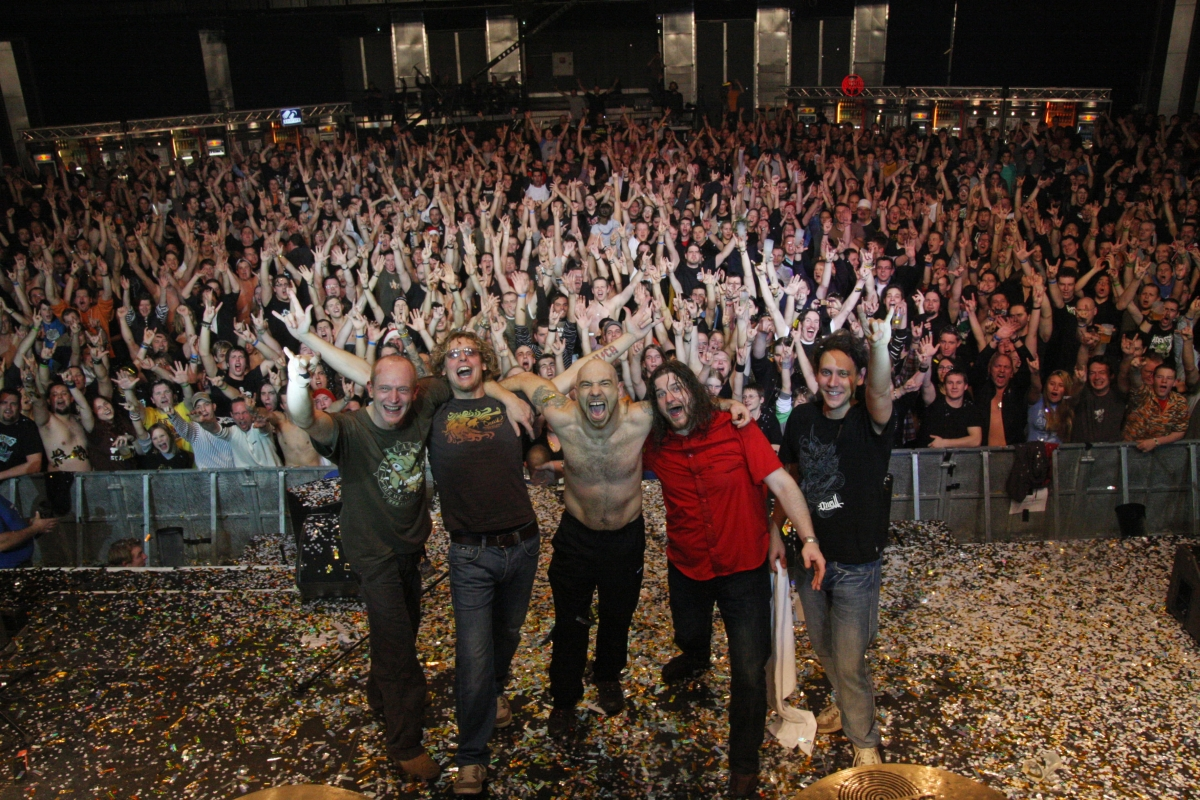
Alkbottle (Wien 2010)

Von Beruf ursprünglich Reprotechniker, gründete Gregory 1990 das Quintett Alkbottle, das 1993 mit der CD No sleep till Meidling debütierte. 1994 erschien das zweite Album, Blader, fetter, lauter & a bißl mehr, wofür sie noch im selben Jahr für 25.000 verkaufte CDs mit Gold ausgezeichnet wurden. Alkbottle spielten als Vorband unter anderen bei Deep Purple, Kiss, Bon Jovi, Ozzy Osbourne und ZZ Top und tourte durch Österreich, Deutschland, Italien und die Niederlande.
1997 absolvierte Roman Gregory eine Sprecherausbildung an der Schule des Sprechens in Wien. Im Jahr 1998 gab Alkbottle das vorläufige Ende der Band bekannt. Noch im selben Jahr begann Gregory als freier Mitarbeiter und Sprecher beim Privatsender Antenne Wien 1999 wechselte er als Autor und Sprecher zum Radiosender Ö3 des ORF.
2000 rappte er mit den Musical-Darstellern Georgij Alexandrowitsch Makazaria und Máté Kamarás für die Rapgruppe Ohrrausch und konnte mit Siegerstraße die Top 3 erreichen. Dafür war die Gruppe später auch für einen Amadeus Austrian Music Award nominiert.
Daneben trat er im Musical Falco Cyber Show (Regie: Paulus Manker) im Wiener Etablissement Ronacher auf und veröffentlichte sein erstes Soloalbum, Gregory – Jenseits von Gut und Böse bei Sony-BMG. 2002 fand die Wiedervereinigung von Alkbottle statt. Von 2004 an spielte er Gastrollen in einigen Fernsehproduktionen wie Tatort, Die Lottosieger, Kommissar Rex, SOKO Kitzbühel. Im selben Jahr startete er auch sein Solo-Musikkabarett St. Martin – Roman Gregory singt Dean Martin im Wiener Reigen. 2005 wirkte er beim Benefiz-Projekt Austria for Asia zugunsten der Opfer des Seebebens im Indischen Ozean 2004 mit 60 heimischen Künstlern mit. Im selben Jahr avancierte er auch zum Mitglied des Rateteams in der wöchentlichen TV-Comedy-Show Genial daneben – Die Comedy Arena im österreichischen Privatsender ATV. 2009 mimte er den Postbeamten im Rabenhof-Theater-Theaterstück Kottan ermittelt – Rabengasse 13a, aus dem auch eine DVD-Produktion entstand. 2011 nahmen Alkbottle mit Wir san do ned zum Spaß zur Vorauswahl des Eurovision Song Contest teil. Dabei prägte Roman Gregory auch die in Österreich bekannte Aussage „Wir g’winnen euch den Schas“. Im Jahr 2012 entstanden die Fotos für das Mozartprojekt des Fotokünstlers Stefan Dokoupil in Zusammenarbeit mit Roman Gregory als Mozart, das für kontroverse Reaktionen sorgte.
Im Jahr 2013 erhielten Alkbottle den Amadeus Austrian Music Award in der Kategorie „Hard & Heavy“. 2017 war Gregory einer der Künstler beim Tribute-Konzert FALCO Coming Home im Rahmen des Donauinselfests und interpretierte dort mehrere Songs von Falco, woraus auch eine DVD entstand. 2019 schrieb er zusammen mit seinem Partner Reinhard Nowak das Kabarettstück Voll am Start und tourte damit durch Ost-Österreich.
Von 2006 bis 2022 war Roman Gregory Präsident des Fußballclubs SC Wiener Viktoria. Im Jahr 2008 war er Mitglied der Jury von Starmania. 2019 rief er gemeinsam mit seiner Lebensgefährtin Irena Blagojevic den jährlich stattfindenden Band Fußball Cup, ein von Musikern für einen guten Zweck ausgetragenes Fußballturnier, ins Leben.
Gregory veröffentlichte 2023 sein zweites Solo-Album, Wödscheibm, auf dem er sowohl musikalisch als auch grafisch alles in Eigenregie produzierte. Im selben Jahr startete auch seine monatliche Radiosendung Rockstar Radioshow auf Rock Antenne Österreich.
2024 bis 2025 spielte er im Rabenhof Theater, unter der Regie von Yasmin Hafedh, in der Theaterproduktion „Häuptling Abendwind“ von Johann Nepomuk Nestroy die gleichnamige Titelrolle.

## Diskografie

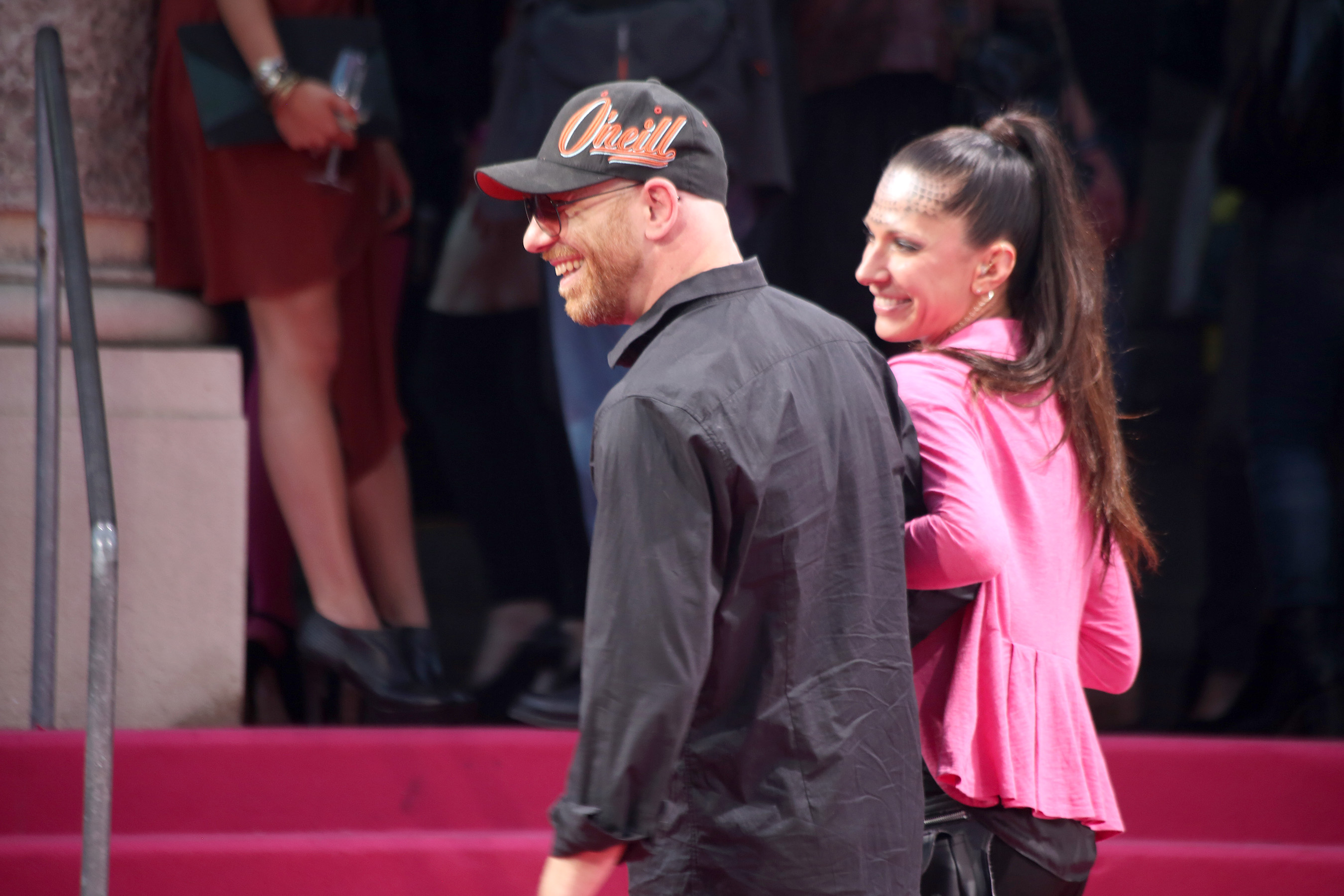
Roman Gregory (Amadeus 2013)

- 1993 Alkbottle – CD „No sleep till Meidling“ (ATS Records)
- 1994 Alkbottle – CD „Blader, fetter, lauter & a bissl mehr“ (EMV / ATS Records)
- 1994 Drahdiwaberl – CD „Sperminator“ Alkbottle – „Smash Crash“ (BMG Ariola/GIG Records)
- 1995 Alkbottle – CD „Wir san auf kana Kinderjausn“ (EMV / ATS Records)
- 1996 Alkbottle – CD „Live statt Nüchtern“ (EMV / ATS Records)
- 1997 Alkbottle – MCD "Wir trinken auf Rapid (Gebns her Records / ATS Records)
- 1997 Alkbottle – CD „Trivialkbottle“ (Gebns her Records / ATS Records)
- 1998 Alkbottle – CD „The Last of“ (ATS Records)
- 2000 Gregory – CD „Jenseits von Gut und Böse“ (Columbia / Sony Music)
- 2000 Falco a Cyber Show – CD „The Original Cast Soundtrack“ (Intonation Rec.)
- 2000 Ohrrausch – MCD-Single „Siegerstraße“ (EMI)
- 2000 Taxi Orange Vol.1 – CD / Compilation / Gregory „So guad daham“ (EMI)
- 2001 Ohrrausch – MCD-Single „Hallo Taxi“ (Columbia / Sony Music)
- 2001 Ohrrausch – MCD-Single „Sei ein Scheich“ (Columbia / Sony Music)
- 2002 Roman Gregory – MCD-Single „Trumm Kakalak“ (Hoanzl/DHF Records)
- 2002 Alkbottle – DVD „5 nach 12 – Lights out over Meidling“ (ATS Records)
- 2003 St. Hanappi – CD / Compilation / Alkbottle „You’ll Never Walk Alone“ (Hit Squad / MG Sound)
- 2004 Alkbottle – CD „Live im Zelt 94“ (ATS Records)
- 2004 Alkbottle – MCD „6 Bier“ (ATS Records)
- 2006 St. MARTIN – CD „Roman Gregory singt Dean Martin“ (Universal / Amadeo)
- 2008 Alkbottle – CD „Hier regiert der Rock & Roll“ (ATS Records)
- 2009 SK Rapid – CD „Wir sind Rapid“
- 2010 Alkbottle – CD / DVD „20 Joa in Ö“ (ATS Records)
- 2011 Alkbottle – MCD „Wir san do ned zum Spaß“ (ATS Records)
- 2013 Alkbottle – CD „Für immer“ (ATS Records)
- 2016 Roman Gregory – CD/DVD „Wien Martin – Live in der Eden Bar“ (ATS Records)
- 2017 Falco – DVD „Falco 60 – Falco Coming Home“ (Sony Music)
- 2023 Roman Gregory – CD / LP „Wödscheibm“ (ATS Records/Deaf Dog Records)